# NGC 4395
NGC 4395 — спиральная галактика с низкой поверхностной яркостью в созвездии Гончие Псы. Находится в 11 млн световых лет от Солнца.
Это первая плоская галактика, в центре которой была открыта чёрная дыра (имеющая очень маленькую массу для сверхмассивных чёрных дыр — всего лишь в 66 тыс. раз массивнее Солнца). «Вот пример массивной чёрной дыры, которая является самой малой по сравнению с всеми сверхмассивными чёрными дырами, о которых предварительно сообщали, но она определённо намного более массивна, чем чёрные дыры звёздного класса, и расположена в галактике, которая не имеет никакой выпуклости, — заявил астроном Обсерватории Института Карнегии в Вашингтоне д-р Луис Хо. — Таким образом, хорошо развитая выпуклость — это не очевидное необходимое условие для формирования массивных, центральных чёрных дыр.»
В 2019 году астрономы из США и Республики Кореи обнаружили, что чёрная дыра в центре галактики NGC 4395 весит в 40 раз меньше, чем считалось ранее — 10 тыс. M⊙, то есть она является не сверхмассивной чёрной дырой, а чёрной дырой промежуточной массы.
В галактике обнаружен ультраяркий рентгеновский источник